# Cyperus esculentus
Cyperus esculentus L. è una pianta erbacea della famiglia delle Ciperacee.
Produce un tubero commestibile noto come cipero, zigolo dolce, babbagigi, mandorla di terra, abelasia o dolcichino (in spagnolo chufa; in catalano xufla, in valenciano xufa; in inglese tigernut, "noce tigre"; in arabo حَبّ عَزِيز‎?, ḥabb ʿazīz, "mandorla buona" o "bacca prelibata"; in siciliano cabbasisi; quest'ultimo nome e babbagigi sono derivati da quello arabo).

## Descrizione
Cyperus esculentus è una pianta rustica, che raggiunge i 40-50 centimetri di altezza e che possiede foglie basali intere e un sistema radicolare rizomatico nel quale si formano i tuberi. I fiori, di dimensioni irregolari, sono verdastri o giallastri e nascono da talli terminanti a spighetta.

## Distribuzione e habitat
È presente nelle regioni a clima temperato, tropicali e subtropicali, ragione per cui il clima mediterraneo di Valencia è particolarmente propizio alla sua crescita.
Cresce nelle zone umide come paludi e acquitrini litoranei.

## Coltivazione
I tuberi vengono piantati tra i mesi di aprile e maggio, e le piantine sono irrigate settimanalmente fino al momento del raccolto, che avviene nei mesi di novembre e dicembre. La pianta richiede un suolo sabbioso.
In Italia è poco diffuso, sebbene i tuberi siano usati anche in profumeria, per il loro profumo simile alla violetta.
I piccoli tuberi essiccati si possono consumare: del resto uno dei loro numerosi nomi è dolcichini perché hanno un sapore leggermente dolce e con vaghi sentori di mandorla e noce. Sono di per sé (anche prima di essere essiccati) piuttosto duri e per questo è preferibile tenerli in acqua alcune ore prima di consumarli.

## Storia
Il ritrovamento di resti di tuberi del C. esculentus nel vasellame proveniente da tombe dell'Antico Egitto, attesta che questa pianta ha una storia di coltivazione di almeno 4000 anni e probabilmente, al pari dell'altro e più noto rappresentante della stessa famiglia, il Cyperus papyrus col quale si produce il papiro, è stata una delle prime piante utilizzate in agricoltura. Dalla Valle del Nilo la loro coltivazione venne poi progressivamente estesa ad altre zone a clima temperato e suolo fertile. 

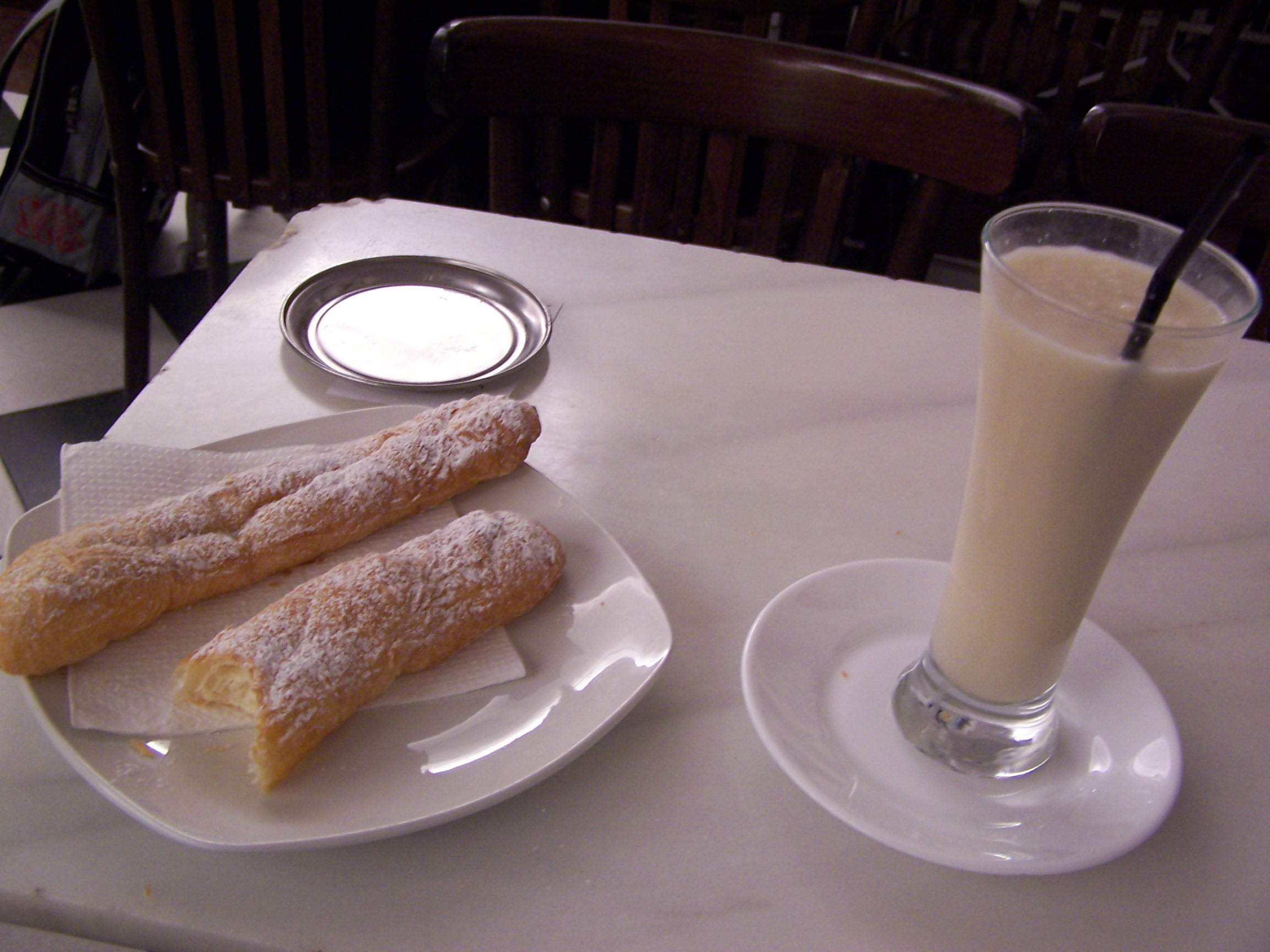
L'horchata de chufa

Il C. esculentus fu introdotto in Spagna dagli Arabi al tempo della loro occupazione di ampi territori della penisola. Attualmente, la sua coltivazione estensiva e per scopi commerciali comuni avviene pressoché esclusivamente in Spagna, limitatamente alla regione di Valencia, dove è stato anche creato un Consejo Regulador de Chufa de Valencia. La chufa è oggi un prodotto a denominazione d'origine protetta (DOP), garantito dall'Unione europea.

## Usi
Agli inizi dell'Ottocento fu individuato come surrogato del caffè dai maceratesi Paolo Spadoni e Benedetto Mancini. I tuberi vengono prima lavati e poi seccati per poterli conservare. Il loro uso più apprezzato è per la preparazione della horchata (orxata in valenciano, equivalente di "orzata" in italiano), una bevanda rinfrescante tipica del litorale sudorientale spagnolo.
In Spagna vengono tuttavia impiegati, anche come esca per alcuni tipi di cacciagione, quale il cervo e soprattutto il tacchino.

## Caratteristiche nutrizionali
Sebbene il tubero venga consumato in modo limitato per l'alimentazione umana, il suo interesse nutrizionale è considerevole, grazie al suo ridottissimo contenuto in grassi (peraltro di composizione simile a quella dell'olio d'oliva quanto ad acidi grassi), all'assenza di glutine e di colesterolo, all'alto contenuto di minerali (soprattutto fosforo e potassio), e al modestissimo contenuto di sodio.
Dunque, lo stesso interesse accompagna il suo derivato più noto, l'Horchata de Chufa o Orxata de Xufa in valenciano. Secondo le raccomandazioni del citato Consejo Regulador, la composizione nutrizionale tipica di 100 ml di tale bevanda, che può consumarsi fresca, o pastorizzata, o in forma di granita, è la seguente: contenuto energetico circa 66 kcal, proteine circa 0,5 g, carboidrati oltre 10 g con almeno 1,9 g di amidi, grassi almeno 2 g. Il tenore in fibra suole essere superiore a 0,5 g/100 ml, quello in sodio inferiore a 0,1 g/100 ml.